# Hachís

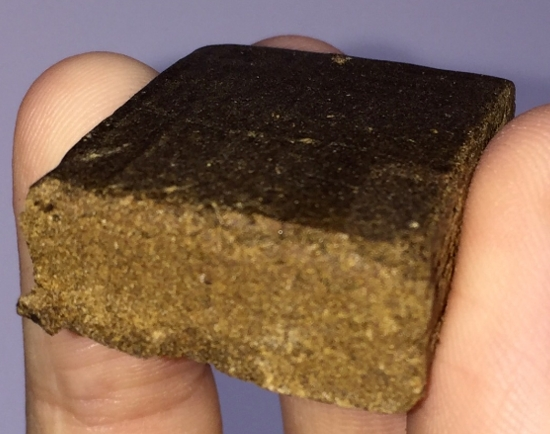
Hachís de Marruecos

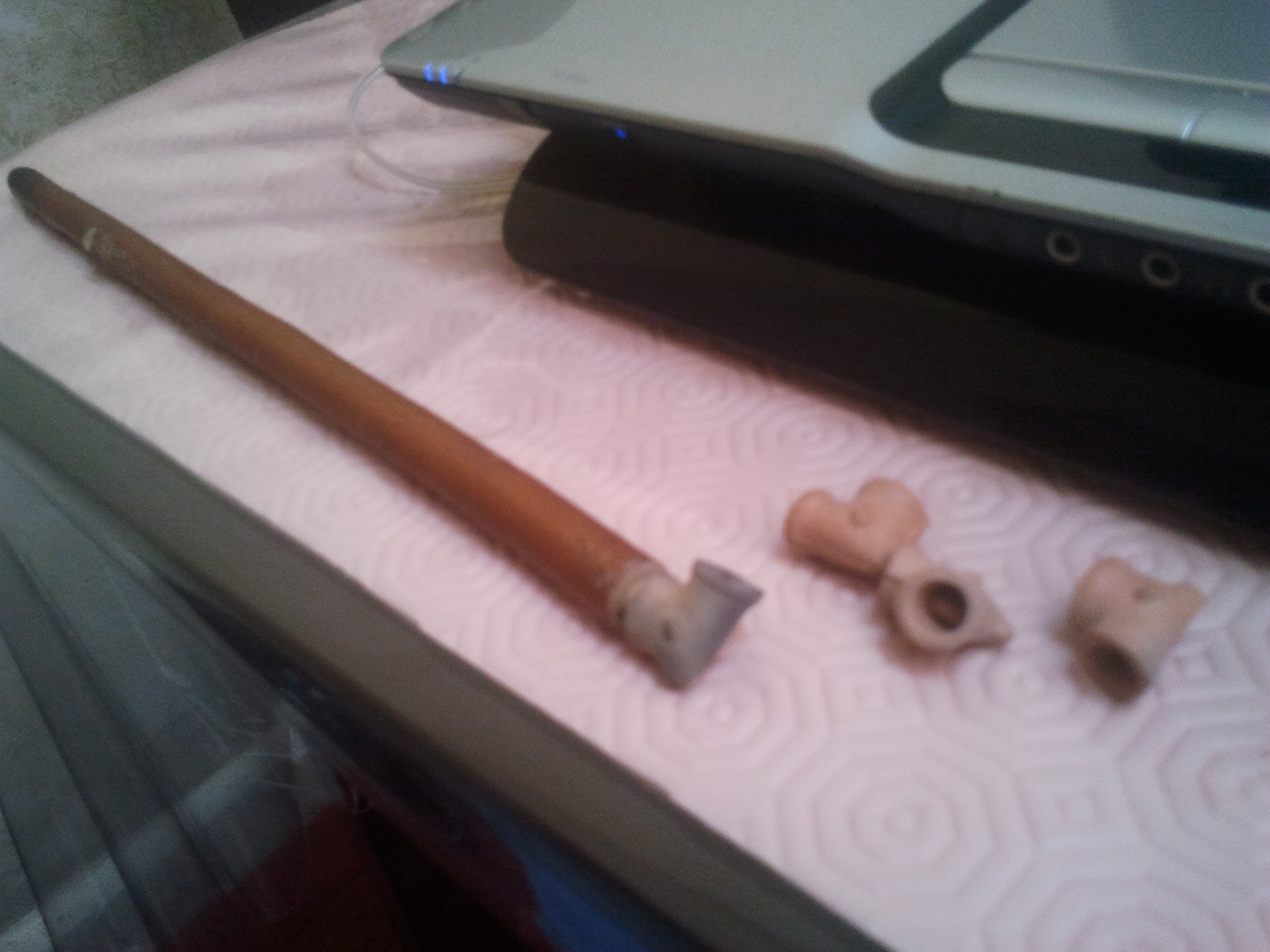
Sebsi, pipa para hachís (Marruecos).

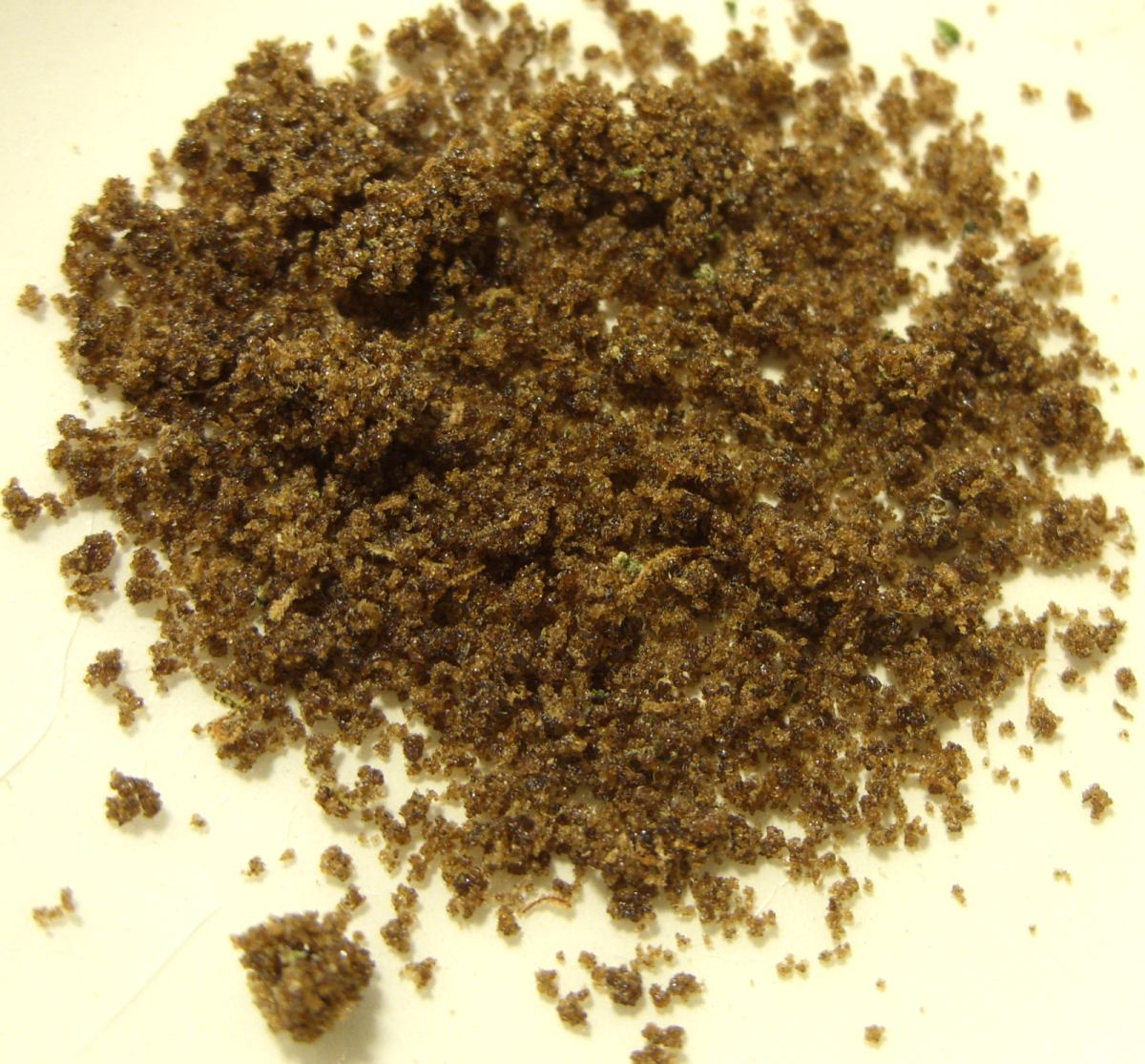
Hachís de burbuja de los Estados Unidos

Tres pipas de cerámica elaboradas para el consumo de hachís en Al-Ándalus.

El hachís (pronunciado con hache aspirada, AFI: [ha.ˈʧis]) es la resina obtenida de las sumidades de cannabis, en bruto o purificada. Su forma, textura, color, potencia y otras características son muy variables.

## Nombres
La palabra «hachís» proviene directamente de la palabra árabe حشيش hashish, que significa 'hierba'.¿página? La obtención de pruebas concluyentes hace muy difícil apuntar con exactitud al lugar de origen del hachís, aunque numerosos investigadores[¿quién?] señalan hacia la antigua Persia. La producción masiva de este concentrado de cannabis para su venta a nivel internacional empezó en Marruecos, aproximadamente en la década de 1960-70, país que desde entonces es líder mundial en cuanto a exportaciones de este producto, muy por delante de otros productores tradicionales como Líbano, Afganistán, Nepal o India.
Se han identificado numerosos nombres y formas de escribir la palabra, como aschics, aschisch, ascisc, asisc, assis, atschisch, axis, chascich, hachich, hachisch, haschi, haschich, haschichs, haschicht, haschis, haschischt, haschish, hascisc, hasheesh, hashich, hashih, hashihs, hashish, hatchis, hatschich, hatschish, haxis, haxix, haxixa, o zashih.
También se conoce bajo otros nombres como esrar o kifi.

## Características
La resina de cannabis o hachís se obtiene prensando la resina o polen, obtenida en diversas formas de extracción de las flores de Cannabis. Esta resina se presiona obteniendo una masa de color variable, generalmente marrón, pero también verde, amarilla o rojiza,  dependiendo de la variedad de la que se obtiene y de la pureza. Usualmente se le da forma de ladrillos, a veces redondeados. El hachís se fuma en cigarrillos o pipas, a menudo mezclado con tabaco.
El contenido de THC del hachís suele ser de 8 a 14 %[¿cuándo?] aunque pueda variar bastante. En 2016 se identifico el terpeno «hashisheno» como posible responsable del aroma y sabor específico del haschís, un compuesto creado por una reestructuración del mirceno provocada durante el proceso de manufactura.
Su preparación puede realizarse de distintas maneras, siendo las más antiguas el frotado de las flores de la planta en fresco o el cribado de las mismas en seco. Hoy en día se han desarrollado métodos para conseguir un producto más puro, como las separaciones con hielo y agua, con hielo seco, por electricidad estática, por calor y presión o mediante vibraciones acústicas.
El hachís, por su mayor facilidad de transporte que la marihuana en bruto, es la forma más común de comerciar con cannabis en muchos países de Asia, África y Europa. Los comerciantes al menudeo —llamados en España camellosCita Requerida — pueden llevar un cuchillo para cortar la porción —cachos— que venden a los clientes.

### Calidad
La calidad del hachís puede variar mucho. A continuación, se muestran algunas formas de determinar la calidad de su hachís. El primer y más común indicador de calidad del hachís es el olor. El hachís de alta calidad desprende un olor fragante y aromático, mientras que el de baja calidad puede tener un marcado olor rancio, o a moho. Si el hachís está realmente pegajoso, podría indicar que se han añadido aceites para aumentar el peso del producto. Si el interior es demasiado verde, podría indicar que el hachís tiene un mayor contenido de materia vegetal (restos de la planta).

### Efectos
El hachís, también conocido como hash o chocolate por su característico color marrón, produce efectos psicotrópicos muy parecidos a los de la marihuana, pero su consumo también afecta a nivel cognitivo. Además, sus efectos son tanto a corto como a largo plazo.
Consumir hachís provoca de manera instantánea potentes efectos en el cerebro, aunque estos varían según el consumidor en función de sus patologías y lo acostumbrado que esté. De forma general, el hachís provoca los siguientes efectos:[cita requerida]
- Distorsión sensorial.
- Mala coordinación.
- Disnea y ansiedad.
- Sensación de boca seca.
- Irritación en los ojos
- Sufrir lo coloquialmente conocido como "pálida", una intoxicación por consumir una cantidad excesiva. Suele provocar ataques de pánico, vómitos y taquicardias.

Sin embargo, un consumo prolongado o habitual de hachís puede provocar efectos muy dañinos, incluso peligrosos, para el organismo. Los más habituales son: pérdida de facultades generales, sobre todo de memoria, concentración y coherencia; el daño pulmonar.

## Legislación
La legalidad del cannabis o regulación legal del cannabis, referida al uso del cannabis, ha sido y es objeto de debate y controversia desde hace décadas.
Prácticamente todos los países tienen leyes concernientes al cultivo, posesión, venta, compra y consumo de cannabis. Los productos no psicoactivos (p. ej. fibra y semillas) son legales en muchos países y en ellos las autoridades pueden dar licencia para el cultivo orientado a dichos fines. Productos con alto contenido de THC, sin embargo, son sustancias controladas en casi todo el planeta, aunque existen excepciones por motivos médicos. Diversas personalidades han solicitado cambios en su regulación, argumentando que las políticas prohibicionistas y policiales frente al tráfico de drogas habrían fracasado.